# ديفيد دينتون
ديفيد دينتون (بالإنجليزية: David Denton)‏ هو لاعب اتحاد الرغبي زيمبابوي، ولد في 5 فبراير 1990 في مارونديرا ‏ في زيمبابوي.

## وصلات خارجية
- ديفيد دينتون على موقع دوري الرغبي الممتاز (الإنجليزية)
- ديفيد دينتون على موقع سلسلة سباعيات الرغبي العالمية - رجال (الإنجليزية)
- ديفيد دينتون عل موقع إسبنسكروم (الإنجليزية)
- ديفيد دينتون على موقع ItsRugby.co.uk (الإنجليزية)